# Scopula imitaria
Espèce
Scopula imitaria, l'Acidalie fausse-timandre, est un papillon de nuit eurasiatique, une espèce de lépidoptères de la famille des Geometridae. Ses ailes ont une envergure de 18 à 25 mm.
Plantes-hôtes : Troène, Clematis, Lonicera...